# La culpa (álbum)
La culpa es el título del tercer álbum de estudio de la banda chilena de rock Los Bunkers, editado en octubre de 2003. Es su primer disco autoproducido, y cuenta con la colaboración del ingeniero Gonzalo González y del músico Carlos Cabezas.
El álbum exploró un nuevo sonido completamente distinto del que venía haciendo la banda desde sus inicios, tomando elementos de la nueva canción chilena y combinándolos con otros tipos de música como guitarras pop e intensas baterías, además de partes de rock clásico y sesentero.
Este representa una marcada evolución para Los Bunkers, desde la estética de la gráfica de la época de la Nueva Canción Chilena (en una portada diseñada por Carlos Cadenas), hasta la sonoridad musical, en que se incorporan instrumentos musicales poco usuales para el rock, como, el bombo legüero y la flauta dulce, e incluso algunos propios del folclor, como el tiple y la quena. Más allá de esto, el grupo explora ritmos y melodías que no habían abarcado en el pop que habían ejecutado en sus dos primeros trabajos, y se permiten una mayor variedad temática y melódica, marcando la cumbre musical de Los Bunkers.
En ventas el álbum fue el más vendido en Chile durante el 2004, llegando a la primera posición en ese país. Fueron tales las ventas que consiguió ser reconocido con disco de oro en el 2004 en Chile. Es considerado por los periodistas nacionales el mejor disco chileno de la década del 2000.

## Contenido
En medio del éxito que el disco Canción de Lejos fue representado para Los Bunkers, el grupo se dio tiempo de componer y grabar un disco nuevo a fines del agitado año 2003. Este contenía once nuevas composiciones propias, más la versión en estudio de una canción que el grupo hace tiempo que venía tocando en sus conciertos en vivo, "La Exiliada del Sur", tema con letra de Violeta Parra y música de Patricio Manns. Tal vez es esta canción la que marca las sendas del disco.
El disco contiene uno de sus temas más exitosos, "No Me Hables de Sufrir", además de los favoritos del público, "Canción para Mañana" y "Cura de Espanto". Los temas de raíz folclórica se escuchan marcados en "La Exiliada del Sur" y "Culpable", mientras que "El Día Feliz" y "Mira lo Que Dicen Sobre Nuestro Amor" rescatan la cercanía con el pop que originó a Los Bunkers, tendiendo un puente con los discos anteriores. La oscuridad temática que aparecería desarrollada en Vida de Perros, de 2005, se esboza en temas como "Última Canción" y "No Necesito Pensar".

## Lista de canciones
Todas las canciones escritas y compuestas por Francisco Durán y Mauricio Durán, excepto donde se indique. 
| N.º | Título                                                | Vocalista principal           | Duración |  |
| 1.  | «Canción para mañana»                                 | M. Durán, F. Durán y Á. López | 3:15     |  |
| 2.  | «No me hables de sufrir»                              | Á. López                      | 3:55     |  |
| 3.  | «No necesito pensar»                                  | Á. López                      | 3:44     |  |
| 4.  | «Cura de espanto»                                     | Á. López, F. Durán            | 2:23     |  |
| 5.  | «Dios no sabe perder»                                 | M. Durán y Á. López           | 5:10     |  |
| 6.  | «Culpable» (Mauricio Basualto, Mauricio Durán)        | Á. López                      | 3:28     |  |
| 7.  | «La exiliada del sur» (Violeta Parra, Patricio Manns) | Á. López, F. Durán y M. Durán | 4:15     |  |
| 8.  | «El día feliz»                                        | F. Durán                      | 3:04     |  |
| 9.  | «El festín de los demás»                              | Á. López                      | 3:32     |  |
| 10. | «Mariposa»                                            | Á. López                      | 3:44     |  |
| 11. | «Mira lo que dicen sobre nuestro amor»                | Á. López                      | 4:17     |  |
| 12. | «Última canción»                                      | Á. López                      | 6:04     |  |

## Músicos
- Álvaro López (23 años) - Voz solista (excepto donde se indica), Guitarra eléctrica
- Francisco Durán (21 años) - Guitarra eléctrica, Guitarra acústica, Piano Fender Rhodes, Órgano Hammond, Sintetizador, Piano subliminal, Tiple, Cuatro, Voces
- Mauricio Durán (26 años) -  Guitarra eléctrica, Guitarra acústica, Piano Fender Rhodes, Órgano Hammond, Sintetizador, Flauta dulce, Tiple, Bajo eléctrico, Voces
- Gonzalo López (21 años) - Bajo eléctrico, Bajo acústico, Guitarra eléctrica
- Mauricio Basualto (34 años) - Batería, Pandero, Pandero chileno, Afoxé, Bombo legüero

## Presentaciones
En noviembre de 2003 fue estrenado el videoclip promocional de "No Me Hables de Sufrir", dirigido por Claudio Rivera, mientras que el lanzamiento oficial del disco se realiza en dos multitudinarios conciertos: uno el 2 de diciembre, en el Foro de la Universidad de Concepción, con más de cinco mil asistentes; y dos días más tarde, en el Teatro Providencia, de Santiago.
A fines de 2003 y, para promocionar "Canción para Mañana", el grupo graba un nuevo video, dirigido por Paula Sandoval. En el verano de 2004, el grupo realiza más de veinte presentaciones en todo el país, entre las que destaca su actuación en el Festival del Huaso de Olmué. En marzo y abril desarrollan una extensa gira promocional por diversas universidades.
Capítulo aparte merece la promoción de "La Exiliada del Sur", que involucró la preparación de un recital tributo a Violeta Parra desarrollado en la SCD, basado en canciones de la folclorista chilena, con colaboración de Carlos Fabre, Carlos Cabezas y Gonzalo Henríquez. "Cura de Espanto", el cuarto sencillo, también recibe promoción amplia en radios y televisión. Un último trabajo en la misma veta de las canciones de La Culpa es el tema "Carrerón", que es incluido en la banda sonora de la película chilena Machuca, en 2004.

## Crítica y distinciones
Como ningún otro disco de Los Bunkers, la recepción crítica es unánimemente favorable. La revista Wikén de El Mercurio llama a Los Bunkers "el futuro de Chile: cómo pasar en tres años de ser la revelación del rock chileno a las ligas mayores". La revista Rolling Stone llama a La Culpa "uno de los grandes discos del año", mientras que el diario El Mercurio llama a la banda como uno de "los 50 personajes del año", siendo el único grupo musical destacado.
En términos formales, La Culpa provoca una nominación de Los Bunkers a mejor artista central en los MTV Video Music Awards Latin America de 2004.

### Listas
| Publicación | País           | Lista                                                   | Año  | Puesto |
| ----------- | -------------- | ------------------------------------------------------- | ---- | ------ |
| Alborde     | Estados Unidos | Los 250 álbumes más importantes del Rock Iberoamericano | 2006 | 213    |

## Citas
- "Podemos pecar de arrogantes, pero para nosotros es súper fácil hacer melodías. Es lo que más natural nos sale. La otra fortaleza creo yo que va por el lado de los textos. Yo miro alrededor y creo que los textos de nosotros están bastante bien trabajados. Como que le tenemos pánico a sacar un tema con una letra de mierda." (Mauricio Durán,[3])
- "No entendemos mucho porqué nadie va por esta música de manera como tan de placer. A nosotros principalmente la Nueva Canción Chilena en su contexto nos provoca placer, encontramos que es una música súper energética" (Mauricio Basualto,[4])
- Sobre el título del disco: "Vimos que La Culpa era como el hilo conductor en todos los temas, abordado desde diferentes perspectivas: las relaciones de pareja, la relación con Dios, las relaciones sociales. Hoy día Chile está súper marcado por la culpa, diría yo, a todo nivel." (Mauricio Durán,[5])